# Spatangidae
De Spatangidae zijn een familie van zee-egels (Echinoidea) uit de orde Spatangoida.

## Geslachten
- Granopatagus Lambert, 1915 †
- Plethotaenia H.L. Clark, 1917
- Spatangus Gray, 1825